# دونالد دبليو. رينولدز
دونالد دبليو. رينولدز (بالإنجليزية: Donald W. Reynolds)‏ هو صحفي وشخصية أعمال أمريكي، ولد في 23 سبتمبر 1906 في أوكلاهوما سيتي في الولايات المتحدة، وتوفي في 2 أبريل 1993 في البحر الأبيض المتوسط.